# Sébastien Hinault
 Sébastien Hinault (Santo-Brieuc, 11 de febrero de 1974) es un ciclista francés.
Hizo casi toda su carrera deportiva con el equipo francés Crédit Agricole (los dos primeros años con el anterior nombre GAN). Con la desaparición de este en 2008 pasó al equipo Ag2r-La Mondiale. Para la temporada 2013, fichó por el recién creado IAM Cycling. Disputó el Tour de Francia en cinco ocasiones. Su mayor logro como profesional ha sido una victoria de etapa en la Vuelta a España 2008 con final en Zaragoza.
Tras su retiro del ciclismo, Sébastien, se convirtió en 2015 en director deportivo del conjunto Fortuneo-Vital Concept.
No tiene ninguna relación con el antiguo ciclista Bernard Hinault.

## Palmarés
| 2000 - Tour de Finisterre 2003 - 1 etapa del Tour de Polonia 2004 - 1 etapa de la Vuelta a Alemania 2005 - 1 etapa del Circuito Franco-Belga 2006 - 1 etapa del Tour de Langkawi - 1 etapa del Tour de Picardie - 1 etapa del Tour de Limousin | 2007 - 1 etapa de la Tropicale Amissa Bongo 2008 - Tour de Limousin, más 1 etapa - 1 etapa de la Vuelta a España 2012 - 1 etapa del Circuit de Lorraine - Boucles de l'Aulne |

## Resultados en Grandes Vueltas y Campeonatos del Mundo
| Carrera         | Carrera         | 1997 | 1998 | 1999  | 2000  | 2001  | 2002  | 2003  | 2004 | 2005  | 2006  | 2007  | 2008 | 2009  | 2010  | 2011  | 2012  | 2013 | 2014  |
| --------------- | --------------- | ---- | ---- | ----- | ----- | ----- | ----- | ----- | ---- | ----- | ----- | ----- | ---- | ----- | ----- | ----- | ----- | ---- | ----- |
|                 | Giro de Italia  | —    | —    | —     | —     | —     | —     | —     | —    | —     | —     | —     | —    | 135.º | 100.º | —     | —     | —    | —     |
|                 | Tour de Francia | —    | —    | 123.º | 126.º | 137.º | 147.º | 138.º | Ab.  | 115.º | 111.º | 132.º | —    | —     | —     | 111.º | 122.º | —    | —     |
|                 | Vuelta a España | —    | —    | —     | —     | —     | —     | —     | —    | —     | —     | —     | 64.º | 69.º  | 117.º | —     | —     | —    | 106.º |
| Mundial en Ruta | Mundial en Ruta | —    | —    | —     | —     | —     | —     | —     | —    | —     | Ab.   | —     | —    | —     | 70.º  | —     | —     | —    | —     |

—: no participa

Ab.: abandono

## Equipos
- GAN/Crédit Agricole (1997-2008)
  - GAN (1997-1998)
  - Crédit Agricole (1998-2008)
- Ag2r La Mondiale (2009-2012)
- IAM Cycling (2013-2014)